# XHB-3轟炸機
Huff-Daland XHB-3是霍夫-達蘭德在1920年代末設計的重型轟炸機。然而，美國陸軍航空兵團的領導層發現XHB-3的設計過於激進，無法成為適合的提案，因此該設計只存於藍圖中。